# Make It Happen
Make It Happen (Alternativtitel: Make It Happen – Lebe deinen Traum) ist ein US-amerikanischer Tanzfilm aus dem Jahr 2008. Co-Drehbuchautor war Duane Adler, der auch schon bei den Filmen Save the Last Dance und Step Up mitgewirkt hat.

## Handlung
Der Film erzählt den Werdegang von Lauryn Kirk, welche davon träumt Tänzerin zu werden, seit sie klein ist.
Lauryn Kirk lebt in einer Kleinstadt in Indiana und arbeitet bei ihrem Bruder Joel in der Autowerkstatt, welcher diese nach dem Tod ihres Vaters übernommen hat. Sie verlässt ihren Heimatort und fährt nach Chicago, wo sie an einem Vortanzen an einer berühmten Tanzschule teilnehmen will. Ihr Vortanzen, welches sehr von Hip-Hop-Einlagen geprägt ist, wird aber schnell beendet und man teilt ihr mit, dass man etwas Feminineres sucht und sie ungeeignet sei für eine Ausbildung an der Tanzschule.
Während sie am Abend deprimiert in einem Restaurant sitzt, wird ihr Auto abgeschleppt. Die freundliche Kellnerin Dana lädt sie daraufhin in ihre Wohnung ein. Sie bietet ihr erst einmal an, bei ihr zu wohnen, da Lauryn sich schämt nach Hause zu fahren und ihrem Bruder mitzuteilen, dass es mit der Tanzschule nicht funktioniert hat.
Am nächsten Tag lädt Dana Lauryn in einen Club namens Ruby’s ein mit der Mitteilung, dass sie vielleicht einen Job für sie hat. Hier trifft Lauryn auf den DJ Russ.
Brenda, die Clubbesitzerin, ist anfangs nicht sonderlich angetan von Lauryn, bietet ihr aber schließlich einen Job als Buchhalterin an.
Eines Nachts glaubt Lauryn, dass sie der letzte Gast im Club sei, geht auf die Bühne und tanzt. Sie wird hierbei aber von Russ heimlich beobachtet. Am folgenden Abend sucht Brenda händeringend nach Ersatz, da eine Tänzerin ausgefallen ist. Russ schlägt vor, dass Lauryn es versuchen soll. Nur widerwillig stimmt Brenda zu. Lauryns Tanz kommt anfangs beim Publikum nicht sonderlich an, was an der falschen Musik liegt. Nach einem Zeichen zu Russ wechselt dieser die Musik und Lauryns anschließende Performance ist großartig. Dies bringt ihr neben allgemeiner Anerkennung aber auch die Missgunst der Star-Tänzerin des Clubs, Carmen, ein.
Lauryn und Russ freunden sich im Laufe der Zeit an und werden ein Paar. Eines Abends, als Lauryn tanzt, erscheint überraschend ihr Bruder im Club und ist nicht sonderlich davon angetan. Er war nämlich immer noch im Glauben gewesen, dass Lauryn bei der Tanzschule angenommen wurde. Er teilt ihr mit, dass er den familiären Betrieb wegen finanzieller Schwierigkeiten nicht mehr halten könne. Sie kehrt dem Club den Rücken und folgt ihrem Bruder in ihren Heimatort, um in der Autowerkstatt zu helfen.
Hier wird Joel eines Abends Zeuge von Lauryns Tanzkünsten und ihm wird klar, das die Werkstatt der falsche Ort für sie ist. Er bewegt sie dazu, am zweiten Vortanzen teilzunehmen. Diese kehrt daraufhin nach Chicago zurück. Diesmal kann sie von ihrem Können überzeugen und wird angenommen. Anschließend geht sie noch einmal zu Ruby’s, um sich bei Brenda zu entschuldigen, weil sie einfach verschwunden war. Hier wird ihr zur Feier des Tages eine Überraschungsfeier gegeben.

## Kritik
„Tanzfilm um schlichte Teenager-Träume, der an mäßig choreografierten Tänzen und enervierenden Dialogen leidet.“

## Veröffentlichungen
Seine Premiere hatte der Film am 8. August 2008 in Großbritannien und Irland. In den Vereinigten Staaten erschien er am 9. Dezember 2008 auf DVD. Der deutsche DVD-Start war am 9. September 2009. Die deutsche Free-TV-Ausstrahlung erfolgte am 30. November 2011 auf ProSieben.

## Soundtrack
- Teach Me How To Dance – Che'Nell
- Put It Down – Zshatwa
- Going Home – Mozella
- Hustle – Jamelia
- Get What I Want – Bittersweet
- Hoodie – Lady Sovereign
- Get Your Shoes On – Elisabeth Withers
- Ruby Blue – Roisin Murphy
- Steamy – Tamara Powell
- Shawty Get Loose – Lil Mama ft. T Pain & Chris Brown
- Triple Double – Ohmega Watts
- Break It Down – Alana D.
- Love Ya – Unklejam
- Bottoms Up – Keke Palmer
- Hello – Kip Blackshire
- Beware Of The Dog – Jamelia
- Push It – Salt-N-Pepa
- Just Dance – Lady GaGa